# Department of Miscellaneous Weapons Development
Il Department of Miscellaneous Weapons Development (lett. "Dipartimento per lo sviluppo di armi varie") anche abbreviato con l'acronimo DMWD e soprannominato colloquialmente Wheezers and Dodgers, era un dipartimento dell'Ammiragliato britannico responsabile dello sviluppo di armi non convenzionali da usare durante seconda guerra mondiale. Il DMWD nacque nel 1941 dalle ceneri dell'Inspectorate of Anti-Aircraft Weapons and Devices. Nel corso della sua attività, il DMWD lavorò ad armi come l'hajile, il panjandrum e il porcospino.